# Internationaal Wegcriterium 2016
De 85e editie van het Internationaal Wegcriterium vond plaats op 26 en 27 maart 2016. De start was in Porto-Vecchio, de finish op de Col de l'Ospedale. De ronde maakte deel uit van de UCI Europe Tour 2016, in de categorie 2.HC. De Fransman Jean-Christophe Péraud won de voorbije twee edities het eindklassement. Deze editie werd gewonnen door Fransman Thibaut Pinot.

## Deelnemende ploegen
| WorldTour                   | ProContinentaal              | Continentaal            |
| --------------------------- | ---------------------------- | ----------------------- |
| AG2R La Mondiale            | Fortuneo-Vital Concept       | Auber 93                |
| FDJ                         | Cofidis                      | Roubaix Lille Métropole |
| Cannondale Pro Cycling Team | Direct Énergie               | Armée de Terre          |
| Giant-Alpecin               | Delko-Marseille Provence-KTM |                         |
| IAM Cycling                 | ONE Pro Cycling              |                         |
|                             | Bora-Argon 18                |                         |
|                             | Roth                         |                         |
|                             | Stölting Service Group       |                         |

## Etappe-overzicht
| etappe | datum    | start         | finish            | type                | afstand  | winnaar       | klassementsleider |
| ------ | -------- | ------------- | ----------------- | ------------------- | -------- | ------------- | ----------------- |
| 1e     | 26 maart | Porto-Vecchio | Porto-Vecchio     | Vlakke rit          | 90,5 km  | Sam Bennett   | Sam Bennett       |
| 2e     | 26 maart | Porto-Vecchio | Porto-Vecchio     | Individuele tijdrit | 7 km     | Thibaut Pinot | Thibaut Pinot     |
| 3e     | 27 maart | Porto-Vecchio | Col de l'Ospedale | Bergrit             | 171,5 km | Thibaut Pinot | Thibaut Pinot     |

## Etappe uitslagen

### 1e etappe
| Porto-Vecchio - Porto-Vecchio (90,5 km) |                      |                              |          |
| Plaats                                  | Naam                 | Ploeg                        | Tijd     |
| Winnaar                                 | Sam Bennett          | Bora-Argon 18                | 2u03'15" |
| 2                                       | Rudy Barbier         | Roubaix Lille Métropole      | z.t.     |
| 3                                       | Romain Feillu        | Auber 93                     | z.t.     |
| 4                                       | Poulhies Stephane    | Armée de Terre               | z.t.     |
| 5                                       | Samuel Dumoulin      | AG2R La Mondiale             | z.t.     |
| 6                                       | Jimmy Raibaud        | Armée de Terre               | z.t.     |
| 7                                       | Ramunas Navardauskas | Cannondale Pro Cycling Team  | z.t.     |
| 8                                       | Fabian Wegmann       | Stölting Service Group       | z.t.     |
| 9                                       | Benjamin Giraud      | Delko Marseille Provence KTM | z.t.     |
| 10                                      | Armindo Fonseca      | Fortuneo-Vital Concept       | z.t.     |
|                                         |                      |                              |          |
| 20                                      | Maxime Vantomme      | Roubaix Lille Métropole      | z.t.     |
| 46                                      | Sam Oomen            | Team Giant-Alpecin           | z.t.     |

| Algemeen klassement |                      |                             |          |
| Plaats              | Naam                 | Ploeg                       | Tijd     |
| Gele trui           | Sam Bennett          | Bora-Argon 18               | 2u03'39" |
| 2                   | Rudy Barbier         | Roubaix-Lille Metropole     | + 2"     |
| 3                   | Lilian Calmejane     | Direct Énergie              | + 3"     |
| 4                   | Romain Feillu        | Auber 93                    | + 4"     |
| 5                   | Pierre-Roger Latour  | AG2R La Mondiale            | + 5"     |
| 6                   | Stéphane Poulhies    | Armée de Terre              | + 6"     |
| 7                   | Samuel Dumoulin      | AG2R La Mondiale            | z.t.     |
| 8                   | Jimmy Raibaud        | Armée de Terre              | z.t.     |
| 9                   | Ramūnas Navardauskas | Cannondale Pro Cycling Team | z.t.     |
| 10                  | Fabian Wegmann       | Stölting Service Group      | z.t.     |
|                     |                      |                             |          |
| 22                  | Maxime Vantomme      | Roubaix Lille Métropole     | z.t.     |
| 48                  | Sam Oomen            | Team Giant-Alpecin          | z.t.     |

### 2e etappe
| Porto-Vecchio - Porto-Vecchio (7,0 km) (ITT) |                        |                             |       |
| Plaats                                       | Naam                   | Ploeg                       | Tijd  |
| Winnaar                                      | Thibaut Pinot          | FDJ                         | 9'11" |
| 2                                            | Jérôme Coppel          | IAM Cycling                 | + 2"  |
| 3                                            | Alexandre Geniez       | FDJ                         | + 3"  |
| 4                                            | Moreno Moser           | Cannondale Pro Cycling Team | + 4"  |
| 5                                            | Jean-Christophe Péraud | AG2R La Mondiale            | + 5"  |
| 6                                            | Ramūnas Navardauskas   | Cannondale Pro Cycling Team | + 10" |
| 7                                            | Sam Oomen              | Team Giant-Alpecin          | z.t.  |
| 8                                            | Matthias Brändle       | IAM Cycling                 | z.t.  |
| 9                                            | Jérémy Roy             | FDJ                         | + 12" |
| 10                                           | Lawson Craddock        | Cannondale Pro Cycling Team | + 17" |
|                                              |                        |                             |       |
| 34                                           | Maxime Vantomme        | Roubaix Lille Métropole     | + 30" |

| Algemeen klassement |                        |                             |          |
| Plaats              | Naam                   | Ploeg                       | Tijd     |
| Gele trui           | Thibaut Pinot          | FDJ                         | 2u12'26" |
| 2                   | Jérôme Coppel          | IAM Cycling                 | + 2"     |
| 3                   | Alexandre Geniez       | FDJ                         | + 3"     |
| 4                   | Moreno Moser           | Cannondale Pro Cycling Team | + 4"     |
| 5                   | Jean-Christophe Péraud | AG2R La Mondiale            | + 5"     |
| 6                   | Ramūnas Navardauskas   | Cannondale Pro Cycling Team | + 10"    |
| 7                   | Sam Oomen              | Team Giant-Alpecin          | z.t.     |
| 8                   | Matthias Brändle       | IAM Cycling                 | z.t.     |
| 9                   | Sam Bennett            | Bora-Argon 18               | + 16"    |
| 10                  | Lawson Craddock        | Cannondale Pro Cycling Team | + 17"    |
|                     |                        |                             |          |
| 32                  | Maxime Vantomme        | Roubaix Lille Métropole     | + 30"    |

### 3e etappe
| Porto-Vecchio - Col de l'Ospedale (171,5 km) |                     |                             |          |
| Plaats                                       | Naam                | Ploeg                       | Tijd     |
| Winnaar                                      | Thibaut Pinot       | FDJ                         | 4u34'18" |
| 2                                            | Pierre-Roger Latour | AG2R La Mondiale            | + 7"     |
| 3                                            | Arnold Jeannesson   | Cofidis                     | + 12"    |
| 4                                            | Alexis Vuillermoz   | AG2R La Mondiale            | + 23"    |
| 5                                            | Sam Oomen           | Team Giant-Alpecin          | + 26"    |
| 6                                            | Lawson Craddock     | Cannondale Pro Cycling Team | + 39"    |
| 7                                            | Dominik Nerz        | Bora-Argon 18               | + 47"    |
| 8                                            | Romain Sicard       | Direct Énergie              | + 1'22"  |
| 9                                            | Davide Villella     | Cannondale Pro Cycling Team | + 1'44"  |
| 10                                           | Alexandre Geniez    | FDJ                         | + 1'52"  |

| Algemeen klassement |                     |                             |          |
| Plaats              | Naam                | Ploeg                       | Tijd     |
| Gele trui           | Thibaut Pinot       | FDJ                         | 6u46'34" |
| 2                   | Pierre-Roger Latour | AG2R La Mondiale            | + 37"    |
| 3                   | Sam Oomen           | Team Giant-Alpecin          | + 46"    |
| 4                   | Arnold Jeannesson   | Cofidis                     | + 48"    |
| 5                   | Alexis Vuillermoz   | AG2R La Mondiale            | + 1'02"  |
| 6                   | Lawson Craddock     | Cannondale Pro Cycling Team | + 1'06"  |
| 7                   | Dominik Nerz        | Bora-Argon 18               | + 1'47"  |
| 8                   | Romain Sicard       | Direct Énergie              | + 1'54"  |
| 9                   | Alexandre Geniez    | FDJ                         | + 2'05"  |
| 10                  | Davide Villella     | Cannondale Pro Cycling Team | + 2'13"  |

## Eindklassementen
| Plaats    | Naam                   | Ploeg                       | Tijd     |
| --------- | ---------------------- | --------------------------- | -------- |
| Gele trui | Thibaut Pinot          | FDJ                         | 6u46'34" |
| 2         | Pierre-Roger Latour    | AG2R La Mondiale            | + 37"    |
| 3         | Sam Oomen              | Team Giant-Alpecin          | + 46"    |
| 4         | Arnold Jeannesson      | Cofidis                     | + 48"    |
| 5         | Alexis Vuillermoz      | AG2R La Mondiale            | + 1'02"  |
| 6         | Lawson Craddock        | Cannondale Pro Cycling Team | + 1'06"  |
| 7         | Dominik Nerz           | Bora-Argon 18               | + 1'47"  |
| 8         | Romain Sicard          | Direct Énergie              | + 1'54"  |
| 9         | Alexandre Geniez       | FDJ                         | + 2'05"  |
| 10        | Davide Villella        | Cannondale Pro Cycling Team | + 2'13"  |
| 11        | Phillip Gaimon         | Cannondale Pro Cycling Team | + 3'06"  |
| 12        | Sébastien Reichenbach  | FDJ                         | + 3'20"  |
| 13        | Emanuel Buchmann       | Bora-Argon 18               | + 3'34"  |
| 14        | Paul Voss              | Bora-Argon 18               | + 3'48"  |
| 15        | Lilian Calmejane       | Direct Énergie              | + 4'02"  |
| 16        | Theo Vimpere           | Auber 93                    | + 4'06"  |
| 17        | Jean-Christophe Péraud | AG2R La Mondiale            | + 4'13"  |
| 18        | Pierrick Fédrigo       | Fortuneo-Vital Concept      | + 4'22"  |
| 19        | Fabrice Jeandesboz     | Direct Énergie              | z.t.     |
| 20        | Toms Skujiņš           | Cannondale Pro Cycling Team | + 4'30"  |

| Plaats      | Naam                | Ploeg              | Punten |
| ----------- | ------------------- | ------------------ | ------ |
| Groene trui | Thibaut Pinot       | FDJ                | 30     |
| 2           | Pierre-Roger Latour | AG2R La Mondiale   | 13     |
| 3           | Sam Oomen           | Team Giant-Alpecin | 12     |

| Plaats        | Naam             | Ploeg                        | Punten |
| ------------- | ---------------- | ---------------------------- | ------ |
| Bolletjestrui | Rémy Di Gregorio | Delko Marseille Provence KTM | 24     |
| 2             | Thomas Voeckler  | Direct Énergie               | 12     |
| 3             | Quentin Pacher   | Delko Marseille Provence KTM | 10     |

| Plaats     | Naam                | Ploeg                       | Tijd     |
| ---------- | ------------------- | --------------------------- | -------- |
| Witte trui | Pierre-Roger Latour | AG2R La Mondiale            | 6u47'11" |
| 2          | Sam Oomen           | Team Giant-Alpecin          | + 9"     |
| 3          | Lawson Craddock     | Cannondale Pro Cycling Team | + 29"    |

| Plaats | Ploeg                       | Tijd      |
| ------ | --------------------------- | --------- |
|        | FDJ                         | 20u25'07" |
| 2      | Cannondale Pro Cycling Team | + 27"     |
| 3      | AG2R La Mondiale            | + 34"     |

## Klassementenverloop
| Etappe       | Winnaar       | Algemeen klassement · | Puntenklassement · | Bergklassement · | Jongerenklassement · | Ploegenklassement ·    |
| ------------ | ------------- | --------------------- | ------------------ | ---------------- | -------------------- | ---------------------- |
| 1            | Sam Bennett   | Sam Bennett           | Sam Bennett        | Jérémy Leveau    | Rudy Barbier         | Stölting Service Group |
| 2            | Thibaut Pinot | Thibaut Pinot         | Thibaut Pinot      | Jérémy Leveau    | Sam Oomen            | FDJ                    |
| 3            | Thibaut Pinot | Thibaut Pinot         | Thibaut Pinot      | Rémy Di Gregorio | Pierre-Roger Latour  | FDJ                    |
| 0Eindstanden | 0Eindstanden  | Thibaut Pinot         | Thibaut Pinot      | Rémy Di Gregorio | Pierre-Roger Latour  | FDJ                    |

1932 · 1933 · 1934 · 1935 · 1936 · 1937 · 1938 · 1939 · 1940 · 1941 (bezet + vrij) · 1942 (bezet + vrij) · 1943 (bezet + vrij) · 1944 · 1945 · 1946 · 1947 · 1948 · 1949 · 1950 · 1951 · 1952 · 1953 · 1954 · 1955 · 1956 · 1957 · 1958 · 1959 · 1960 · 1961 · 1962 · 1963 · 1964 · 1965 · 1966 · 1967 · 1968 · 1969 · 1970 · 1971 · 1972 · 1973 · 1974 · 1975 · 1976 · 1977 · 1978 · 1979 · 1980 · 1981 · 1982 · 1983 · 1984 · 1985 · 1986 · 1987 · 1988 · 1989 · 1990 · 1991 · 1992 · 1993 · 1994 · 1995 · 1996 · 1997 · 1998 · 1999 · 2000 · 2001 · 2002 · 2003 · 2004 · 2005 · 2006 · 2007 · 2008 · 2009 · 2010 · 2011 · 2012 · 2013 · 2014 · 2015 · 2016
Etappewedstrijden

 Ster van Bessèges · 
 Ronde van Valencia · 
 La Méditerranéenne · 
 Ronde van de Algarve · 
 Ruta del Sol · 
 Ronde van de Haut-Var · 
 Ronde van de Provence · 
 Driedaagse van West-Vlaanderen · 
 Internationale Wielerweek · 
 Internationaal Wegcriterium · 
 Driedaagse van De Panne-Koksijde · 
 Ronde van de Sarthe · 
 Ronde van Castilië en León · 
 Ronde van Trentino · 
 Ronde van Kroatië · 
 Ronde van Turkije · 
 Ronde van Yorkshire · 
 Ronde van Asturië · 
 Ronde van Azerbeidzjan · 
 Vierdaagse van Duinkerke · 
 Ronde van Madrid · 
 Ronde van Picardië · 
 Ronde van Cova da Beira · 
 Ronde van Noorwegen · 
 World Ports Classic · 
 Ronde van België · 
 Ronde van Estland · 
 Ronde van Luxemburg · 
 Boucles de la Mayenne · 
 Ster ZLM Toer · 
 Ronde van Slovenië · 
 Ronde van Oostenrijk · 
 Sibiu Cycling Tour · 
 Ronde van Rhône Alpes-Valromey · 
 Ronde van Wallonië · 
 Ronde van Denemarken · 
 Ronde van Portugal · 
 Ronde van Burgos · 
 Ronde van Gévaudan Languedoc-Roussillon · 
 Ronde van de Ain · 
 Ronde van Tsjechië · 
 Arctic Race of Norway · 
 Ronde van de Limousin · 
 Ronde van Poitou-Charentes · 
 Tour des Fjords · 
 Ronde van Groot-Brittannië · 
 Ronde van Toscane · 
 Eurométropole Tour
Eendaagse wedstrijden

 Trofeo Felanitx-Ses Salines-Campos-Porreres · 
 Trofeo Pollença-Port de Andratx · 
 Trofeo Serra de Tramuntana · 
 Trofeo Playa de Palma-Palma · 
 GP La Marseillaise · 
 Grote Prijs van de Etruskische Kust · 
 Ronde van Murcia · 
 Clásica de Almería · 
 Trofeo Laigueglia · 
 Omloop Het Nieuwsblad · 
 Classic Sud Ardèche · 
 GP Lugano · 
 Kuurne-Brussel-Kuurne · 
 La Drôme Classic · 
 Le Samyn · 
 Strade Bianche · 
 GP Industria & Artigianato · 
 Ronde van Drenthe · 
 Nokere Koerse · 
 GP Nobili Rubinetterie · 
 Handzame Classic · 
 Classic Loire-Atlantique · 
 Grote Prijs van Cholet-Pays de Loire · 
 Dwars door Vlaanderen · 
 Route Adélie de Vitré · 
 Grote Prijs Miguel Indurain · 
 Volta Limburg Classic · 
 Ronde van La Rioja · 
 Parijs-Camembert · 
 Scheldeprijs · 
 Klasika Primavera · 
 Brabantse Pijl · 
 GP Denain · 
 Ronde van de Finistère · 
 Ronde van de Apennijnen · 
 Tro-Bro Léon · 
 La Roue Tourangelle · 
 Rund um den Finanzplatz Eschborn-Frankfurt · 
 Velothon Wales · 
 Grote Prijs van de Somme · 
 Grote Prijs van Plumelec · 
 Boucles de l'Aulne  · 
 Velothon Berlin · 
 GP Kanton Aargau · 
 Ronde van Keulen · 
 Ronde van Limburg · 
 Velothon Copenhagen · 
 Halle-Ingooigem · 
 GP Cerami · 
 Velothon Stuttgart · 
 Prueba Villafranca de Ordizia · 
 Rad am Ring · 
 Circuito de Getxo · 
 RideLondon Classic · 
 Polynormande · 
 Dwars door het Hageland · 
 Arnhem-Veenendaal Classic · 
 GP Jef Scherens · 
 GP Stad Zottegem · 
 Druivenkoers Overijse · 
 Schaal Sels · 
 Brussels Cycling Classic · 
 GP Fourmies · 
 Velothon Stockholm · 
 Ronde van de Doubs · 
 GP van Wallonië · 
 Coppa Bernocchi · 
 Coppa Agostoni · 
 Kampioenschap van Vlaanderen · 
 Grote Prijs Impanis-Van Petegem · 
 Memorial Marco Pantani · 
 GP van Isbergues · 
 GP Industria & Commercio di Prato · 
 Coppa Sabatini · 
 Ronde van Emilia · 
 Duo Normand · 
 GP Beghelli · 
 Ronde van de Drie Valleien · 
 Milaan-Turijn · 
 Ronde van Piemonte · 
 Ronde van de Vendée · 
 Ronde van het Münsterland · 
 Binche-Chimay-Binche · 
 Parijs-Bourges · 
 Parijs-Tours · 
 Nationale Sluitingsprijs